# 코메리카 파크
코메리카 파크(Comerica Park)는 미국 미시간주 디트로이트의 도심지에 위치한 야외 구장이자, 역사적으로 2000년부터 MLB 아메리칸 리그의 디트로이트 타이거스의 홈구장이다. 코메리카 파크는 NFL의 디트로이트 라이온스의 홈구장인 포드 필드의 옆에 위치한다.
이 경기장은 스폰서인 디트로이트에 기반을 둔 코메리카 은행의 이름을 따서 코메리카 파크로 지어졌으며, 코메리카 은행은 30년 동안 6600만 달러에 명명권 계약을 맺었고, 코메리카의 본사를 텍사스주 댈러스로 이전했다.
| 메이저 리그 베이스볼 올스타전 개최 경기장 |                      |          |
| 2004년                                    | 2005년 코메리카 파크 | 2006년   |
| 미닛 메이드 파크                          | 2005년 코메리카 파크 | PNC 파크 |
|                                           |                      |          |
|                                           |                      |          |

## 같이 보기
- 메이저 리그 베이스볼의 야구장 목록